# Distretto di Zaječar
Il distretto di Zaječar (in serbo Зајечарски округ?, Zaječarski okrug) è un distretto della Serbia centrale.

## Comuni
Il distretto si divide in quattro comuni:
- Boljevac
- Knjaževac
- Zaječar
- Sokobanja